# Бойовий хід

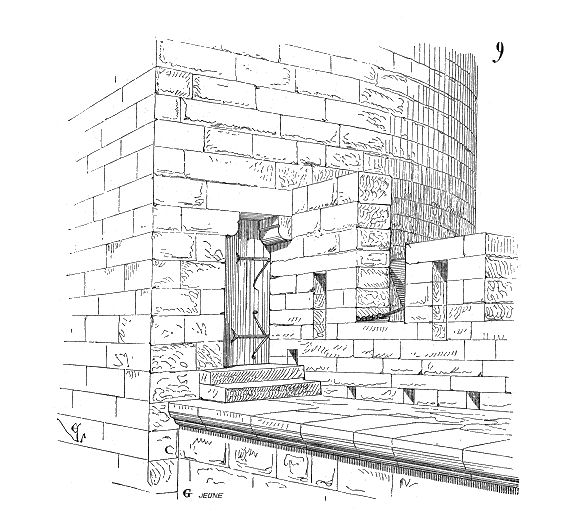
Бойовий хід на стіні фортеці

Бойовий хід — майданчик що розташований у верхній частині конструкції оборонної стіни або оборонного насипу, який використовується в фортифікаційних спорудах для оборони та зв'язку обложених. Розміщувався позаду стіни або насипу, зазвичай на бойовому шляху були розміщені бійниці для ведення вогню по ворогах. Бойовий хід є необхідною складовою майже будь-якої складної фортифікації, позаяк виконує важливі оборонні функції з координації дій оборонців.
Потреба у створені бойових ходів виникла під час функціювання ранніх фортифікаційних споруд, оскільки їхні високі стіни стало важко захищати із землі, особливо це стосувалося замків. Бойовий хід дозволяв захисникам виконувати патрулювання вершини фортечного валу, ставлячи захисників у вигідне положення для стрільби. Він також дозволяв швидко пересуватися між оборонними вежами, і гарнізон міг краще захищати фортифікацію. Вартові з їх високої позиції в середині бойового ходу могли вчасно бачити супротивника, що наближався. Захисники використовували бойовий хід як платформу, з якої можна було відбивати атаки нападників. Крім того, він дозволяв раціонально розміщувати і використовувати сили оборонців.